# Zamask
Zamask – wieś w Chorwacji, w żupanii istryjskiej, w mieście Pazin. W 2011 roku liczyła 58 mieszkańców.